# Ramón Flecha García
Ramón Flecha García (Bilbao, 1952) és un catedràtic de sociologia de la Universitat de Barcelona, doctor honoris causa per la Universitat de l'Oest de Timisoara.
El 1967 va col·laborar en la creació d'un centre cultural d'activitats a la zona més pobre de la seva ciutat de naixement, Bilbao on des de 1969 va ser membre del moviment clandestí contra la dictadura de Franco. El 1978 es va traslladar a Barcelona, on va fundar l'Escola de Persones Adultes la Verneda-Sant Martí. El 1991 va fundar el Grup de recerca CREA, sent el director del centre. Estudia amb Erik Olin Wright alternatives reals a l’economia capitalista.
L'any 2010 la Federació d'Associacions Gitanes de Catalunya li va atorgar el premi FAGIC per la seva contribució al reconeixement del poble gitano. El juny de 2013 rep la Medalla d'Or al Mèrit en Educació 2012 de la Junta d'Andalusia.
Va ser suspès cautelarment per l’UB el juliol de 2025, després de ser denunciat per conductes de caràcter sexual, vexatòries, i intimidatòries amb les alumnes.

## Recerca
La teoria i pràctica de l'aprenentatge dialògic elaborades a través d'aquesta primera experiència han estat la base per a les transformacions d'escoles en Comunitat d'Aprenentatge. El seu llibre Compartiendo palabras (publicat a Espanya, EUA i Xina) narra les transformacions personals i socials dels participants a les tertúlies literàries dialògiques, una activitat cultural creada per Flecha el 1981. Durant els seus primers estudis científics va elaborar la metodologia comunicativa de recerca, emprada en diversos projectes, com ara el projecte WORKALÓ, inclòs al V Programa Marc Europeu, el projecte INCLUD-ED, inclòs al VI Programa Marc Europeu o, posteriorment, al projecte IMPACT-EV del programa H2020 de la Direcció de Recerca i Innovació de la Comissió Europea. Així mateix, la metodologia comunicativa ha estat objecte de publicació en revistes científiques internacionals, tant en monogràfics dedicats a aprofundir en la seva contribució metodològica, com a metodologia emprada en les investigacions competitives publicades.
Alain Touraine comenta sobre la contribució de Flecha: 
| « | De vegades, tal com demostra Ramón Flecha, el coneixement va de baix a dalt, quan les persones sense estudis produeixen i inventen anàlisis culturals basades en la seva pròpia experiència. | » |

Ulrich Beck ha assenyalat en relació al llibre escrit per Flecha, Teoria Sociològica Contemporània: 
| « | Aquesta és la convicció que revela el llibre... Combina la recerca rigorosa amb fets, incloent la intenció per una utopia dialògica. Però aquest ampli objectiu es presenta al llibre, unint teoria amb crítica i recerca empírica amb praxi, d'una manera tan encantadora que sedueix els lectors i els captura sota les seves paraules. | » |

Les recerques de Flecha destaquen pel seu impacte conjunt en els àmbits científic, polític i social. La conclusió principal del primer projecte que va dirigir al Programa Marc de recerca de la Unió Europea WORKALO. The creation of new occupational patterns for cultural minorities: The gypsy case va ser aprovada per unanimitat pel Parlament Europeu. donant origen a diferents polítiques europees i d'estats membres. El segon projecte dirigit per ell (INCLUD-ED. Strategies for inclusion and social cohesion from education in Europe) fou l'únic projecte de ciències socials i humanitats inclòs a la llista de la Comissió Europea publicada amb 10 investigacions científiques d'èxit. Ramon Flecha actualment dirigeix el projecte IMPACT-EV: Evaluating the impact and outcomes of European SSH Research, recerca seleccionada pel Setè Programa Marc de la Comissió Europea per desenvolupar indicadors i criteris que serviran per avaluar no només l'impacte científic de la recerca en Ciències Socials i de les Humanitats, però especialment els seus impactes socials i polítics. 
Elisenda Giner, en la seva tesi doctoral "Aportaciones de Jesús Gómez y Ramón Flecha a las teorías y prácticas dialógicas (1965-2006)" afirma que hi ha nombroses proves de la coherència a la seva vida personal i social amb els valors i sentiments que ha promogut amb el seu treball intel·lectual. Aquesta tesi fou defensada per l'Elisenda Giner i dirigida per Donaldo Macedo (Universitat de Massachusetts), Floro Sanz (UNED) i Luís Torrego (Universitat de Valladolid).